# یو بونیر
یوآخیم بونیر (سوئدی: Joakim Bonnier؛ زادهٔ ۳۱ ژانویهٔ ۱۹۳۰ در استکهلم، درگذشتهٔ ۱۱ ژوئن ۱۹۷۲ در لو مان) رانندهٔ مسابقات اتومبیل‌رانی اهل سوئد بود که از فصل ۱۹۵۶ تا ۱۹۷۱ در مجموع در ۱۰۸ گراند پری از مسابقات جهانی فرمول یک شرکت کرد.
بونیر در طول دوران فعالیت خود در فرمول یک ۱ بار مسابقه را از پول پوزیشن آغاز کرد و او در این مسابقات ۱ بار بر روی سکو رفت، مجموعاً ۱ بار به پیروزی دست یافت و ۳۹ امتیاز را به نام خود به‌ثبت رساند.
بونیر در ۱۱ ژوئن ۱۹۷۲ بر اثر تصادف رانندگی در مسابقه ۲۴ ساعته لمانز ۱۹۷۲ در لو مان درگذشت.